# Претензія
Претензія (від лат. praetendo тут: тримати попереду, бути перед чимось) — юридичний термін, що означає:
- домагання, заява права на володіння чим-небудь, позов;
- заява кредитора, покупця, замовника, клієнта про сплату боргу, відшкодування збитків, усунення виявлених недоліків, несправності в придбаному товарі або виконану роботу;
- вимога кредитора до боржника про добровільне врегулювання спору, пов'язаного з порушенням прав кредитора.

Претензія є формою досудової реалізації господарсько-правової відповідальності. Постраждала сторона повинна вказати в претензії, що порушила інша сторона та пред'явити до неї відповідні вимоги.

## Типи претензій
Претензія страхувальника — заявлена вимога страхувальника, правонаступника або третьої особи до страховика про відшкодування шкоди, наступне за страховим випадком. Порядок пред'явлення та врегулювання претензії визначаються правилами страхування.
Претензія споживача — невдоволення споживачів характеристиками товару, виявлене в ході післяпродажного використання. Ефективний розгляд претензій дозволяє уникнути зсуву інтересів споживачів до товарів конкурентів, а також розповсюдження даної інформації серед покупців.
Претензія контрагента — об'єктами претензій контрагента можуть бути постачання неякісного товару, несвоєчасна поставка товару тощо. Якщо в договорі передбачено, що суперечки вирішуються в досудовому порядку, то пред'явлення претензій обов'язково. Суб'єкт підприємництва має право пред'явити постачальникам, підрядникам претензії, зокрема:
- виявлення арифметичних помилок у рахунках, що надійшли від постачальника (підрядника);
- виявлення недостачі цінностей, що надійшли від постачальників (понад передбачених у договорі величин);
- при недотриманні постачальниками, підрядниками договірних зобов'язань.

Господарський Кодекс в ст. 222 визначає, що учасники господарських відносин, що порушили майнові права або законні інтереси інших суб'єктів, зобов'язані поновити їх, не чекаючи пред'явлення їм претензії чи звернення до суду.
У разі необхідності відшкодування збитків або застосування інших санкцій суб'єкт господарювання чи інша юридична особа- учасник господарських відносин, чиї права або законні інтереси порушено, з метою безпосереднього врегулювання спору з порушником цих прав або інтересів має право звернутися до нього з письмовою претензією, якщо інше не встановлено законом.

## Склад претензії
Що має містити претензія визначено в ч.3 ст 222 Господарського кодексу України, а саме:
- повне найменування та поштові реквізити:
  - заявника претензії;
  - особи(б), якій претензія пред'являється;
- дата пред'явлення та номер претензії;
- обставини, на підставі яких пред'явлено претензію;
- докази, що підтверджують ці обставини;
- вимоги заявника з посиланням на нормативні акти;
- сума претензії та її розрахунок, якщо претензія підлягає грошовій оцінці;
- платіжні реквізити заявника претензії;
- перелік документів, що додаються до претензії.

Документи, що підтверджують вимоги заявника, додаються в оригіналах чи засвідчених копіях. Документи, які є у другої сторони, можуть не додаватися до претензії.
Претензія підписується повноважною особою заявника претензії або його представником та надсилається адресатові рекомендованим або цінним листом або вручається адресатові під розписку.

## Розгляд претензії
Претензія розглядається в місячний строк з дня її одержання, якщо інший строк не встановлено Господарським Кодексом або іншими законодавчими актами. Обґрунтовані вимоги заявника одержувач претензії зобов'язаний задовольнити.
При розгляді претензії сторони у разі необхідності повинні звірити розрахунки, провести експертизу або вчинити інші дії для забезпечення досудового врегулювання спору.
Відповідь на претензію має бути надана письмово. Надсилається заявникові рекомендованим або цінним листом або вручається під розписку.